# Mas Romanyac
El Mas Romanyac és una masia de Roses (Alt Empordà) inclosa a l'Inventari del Patrimoni Arquitectònic de Catalunya.

## Descripció
Situat a la capçalera de la riera del Romanyac, al planell localitzat entre el puig de l'Àliga i el puig del Pení. Des de la carretera de Roses a Cadaqués després del quilòmetre 8, agafar a la dreta la GI-620, que va en direcció a la base militar del Pení. A uns 2500 metres trobarem un camí de terra situat a mà esquerra, que condueix a l'edifici.
Masia formada per diversos cossos adossats que li confereixen una planta en forma de L. L'edifici principal està ubicat a la part est del conjunt, amb la façana principal orientada al sud. Es tracta d'un edifici de planta rectangular, distribuït en dues pisos d'alçada, amb la teulada a dues vessants de teula sobre els murs més llargs. Destaca la porta d'accés, amb un arc de descàrrega bastit amb còdols de pedra disposats a sardinell, i una finestra tapiada amb llinda monolítica, sobre la qual hi ha un encaix. La resta de finestres són de mida petita i d'obertura rectangular. La façana orientada a l'est presenta una porta rectangular emmarcada amb còdols de pedra disposats a sardinell i una finestra amb llinda monolítica i ampit de pissarra. Tot l'extrem sud-est d'aquest edifici fou probablement refet després d'enrunar-se. De l'interior destaca un sala coberta amb volta de canó de pedra morterada.
Per la part sud-oest hi foren afegits dos cossos adossats en perpendicular, amb les cobertes a una sola vessant de teula a diferent nivell. Aquests espais estaven destinats a quadres i pallises. Exteriorment, el cos situat al nord presenta la façana arrebossada i una gran porta d'obertura rectangular, mentre que l'altre cos manté la pedra vista i les obertures són més petites.
Davant de la façana principal i en direcció est s'estén un espai tancat amb un mur de pedra, a manera de barri. L'aparell, arreu del conjunt arquitectònic, és de rebles de pissarra travats amb morter de calç.